# José María Quevedo
José María Quevedo García, conocido como "Mami" Quevedo, (Cádiz, Andalucía, España, 1 de junio de 1969), es un exfutbolista español. Jugaba de centrocampista. Salido de la cantera del Cádiz CF, donde coincidió con una de las mejores hornadas de canteranos de la historia  cadista (Kiko Narváez, Moisés Arteaga, José Manuel Barla). Está casado con la presentadora de televisión Cristina Tárrega.

## Trayectoria
- Cádiz CF, categorías inferiores.
- 1989-93 Cádiz CF
- 1993-94 Club Atlético de Madrid
- 1994-98 Real Valladolid CF
- 1998-00 Sevilla FC
- 2000-03 Rayo Vallecano de Madrid
- 2003-04 Cádiz CF